# Marszewo (Nowy Tomyśl)
Pour les articles homonymes, voir Marszewo.
Marszewo (prononciation : [marˈʂɛvɔ]) est un hameau polonais du village de Brody de la gmina de Lwówek dans le powiat de Nowy Tomyśl de la voïvodie de Grande-Pologne dans le centre-ouest de la Pologne.
Le village possédait une population de 17 habitants en 2006.

## Histoire
Pendant la période du grand-duché de Posen (1815 - 1848), le hameau portant alors le nom de folwark Marszewo faisait partie du powiat prussien de Buk, alors dans le district de Posen. Folwark Marszewo appartenait à l'okręg de Lwówek, et était la propriété du village de Brody.

De 1975 à 1998, le village faisait partie du territoire de la voïvodie de Poznań.

Depuis 1999, Marszewo est situé dans la voïvodie de Grande-Pologne.